# Lomonossow
Lomonossow (russisch Ломоносов), bis 1948 Oranienbaum, ist eine administrativ zu Sankt Petersburg (Russland) gehörende Stadt. Sie liegt 40 km westlich des Stadtzentrums an der Newabucht der Ostsee und unmittelbar südlich der Insel Kotlin im Rajon Petrodworez. Im Wappen führt die Stadt einen Orangenbaum.
Oranienbaum wurden die Stadtrechte im Jahr 1780 verliehen. Bis zum Jahr 1998 war es eine selbständige Stadt, wurde dann aber zusammen mit anderen Vororten unter die städtische Verwaltung von Sankt Petersburg gestellt. Lomonossow hat 42.505 Einwohner (Stand 14. Oktober 2010).
Das Ensemble aus Schlössern, Pavillons, einem Schlosspark sowie der historischen Altstadt wurde 1990 von der UNESCO in die Liste des Weltkultur- und Naturerbes der Menschheit aufgenommen.

## Geschichte

### Gründung

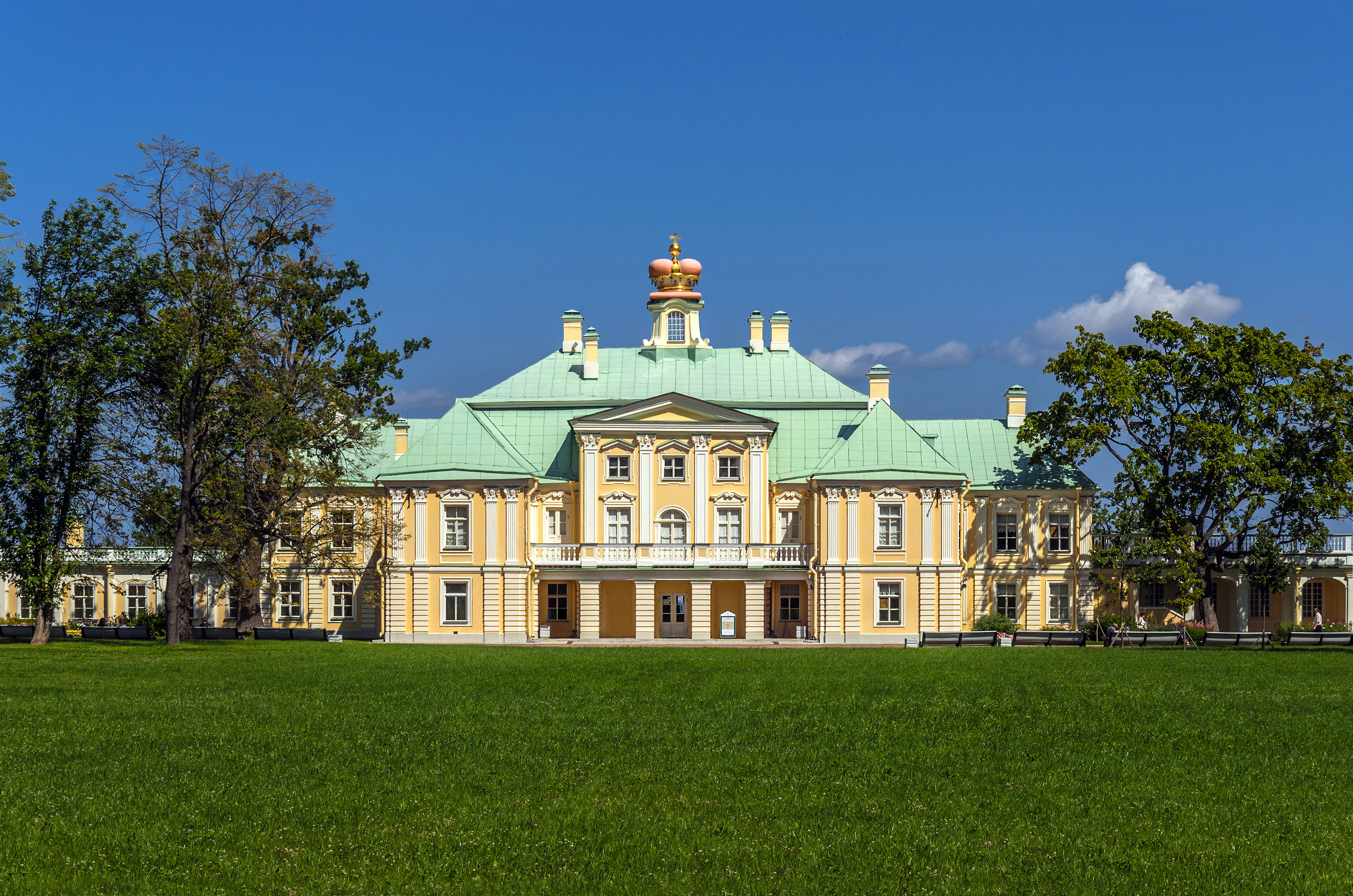
Menschikowpalais in Oranienbaum

Oranienbaum entstand 1710 mit der Errichtung des Palastes und Parkkomplexes für Fürst Menschikow, einen engen Berater Peters des Großen. Er war der erste Generalgouverneur von Sankt Petersburg. Es heißt, dass Menschikow die Ansiedlung nach den in der Orangerie des Schlosses gezüchteten Orangenbäumen benannt habe. Im Jahr 1848 gab es in Oranienbaum 6344 deutsche Siedler.

„Geschichte der deutschen Kolonien im Petersburger Gouvernement nach P. von Köppen.

Nachdem Peter der Große am 16. Mai 1703 die Festung an der Newa angelegt hatte, war es natürlich, daß er den Zuzug der Ausländer zu fördern suchte. Es begann demnach die Ansiedelung deutscher Bewohner in und um Petersburg zu Anfang des 18. Jahrhunderts.
Catharina II. erklärte gleich im ersten Jahre ihrer Regierung durch ein am 4. December 1762 erlassenes Manifest, daß es jedem Ausländer (mit Ausnahme der Hebräer) frei stehe, nach Rußland zu ziehen, und sich hier anzusiedeln. Bald darauf (am 22. Juni 1763) gründete die Monarchin eine Tutel-Kanzlei zum Besten der einwandernden fremden Ansiedler, denen vollkommene Religionsfreiheit, eigene Jurisdiktion in den von ihnen gegründeten Kolonien und 30jährige Befreiung von Abgaben zugesagt wurde; ferner erhielten sie außer dem ihnen nöthigen Lande Vorschüsse und die Zusicherung, nicht Soldaten werden zu müssen. Unter solchen Verhältnissen war es natürlich, daß sich in Deutschland Leute fanden, die gern nach Rußland zogen, wo sie mit offenen Armen empfangen wurden.

In Folge von Verordnungen, welche die Kaiserin am 30. Septbr. 1765 ertheilte, wurden in diesem Jahre 110 Kolonistenfamilien im St. Petersburgischen Gouvernement angesiedelt, und zwar: […]“

Nach einer anderen Version wurde der Name Oranienbaum im Hinblick auf Oranienbaum in Anhalt-Dessau und die Begeisterung Peters I. für die Oranier gewählt.

### Paläste

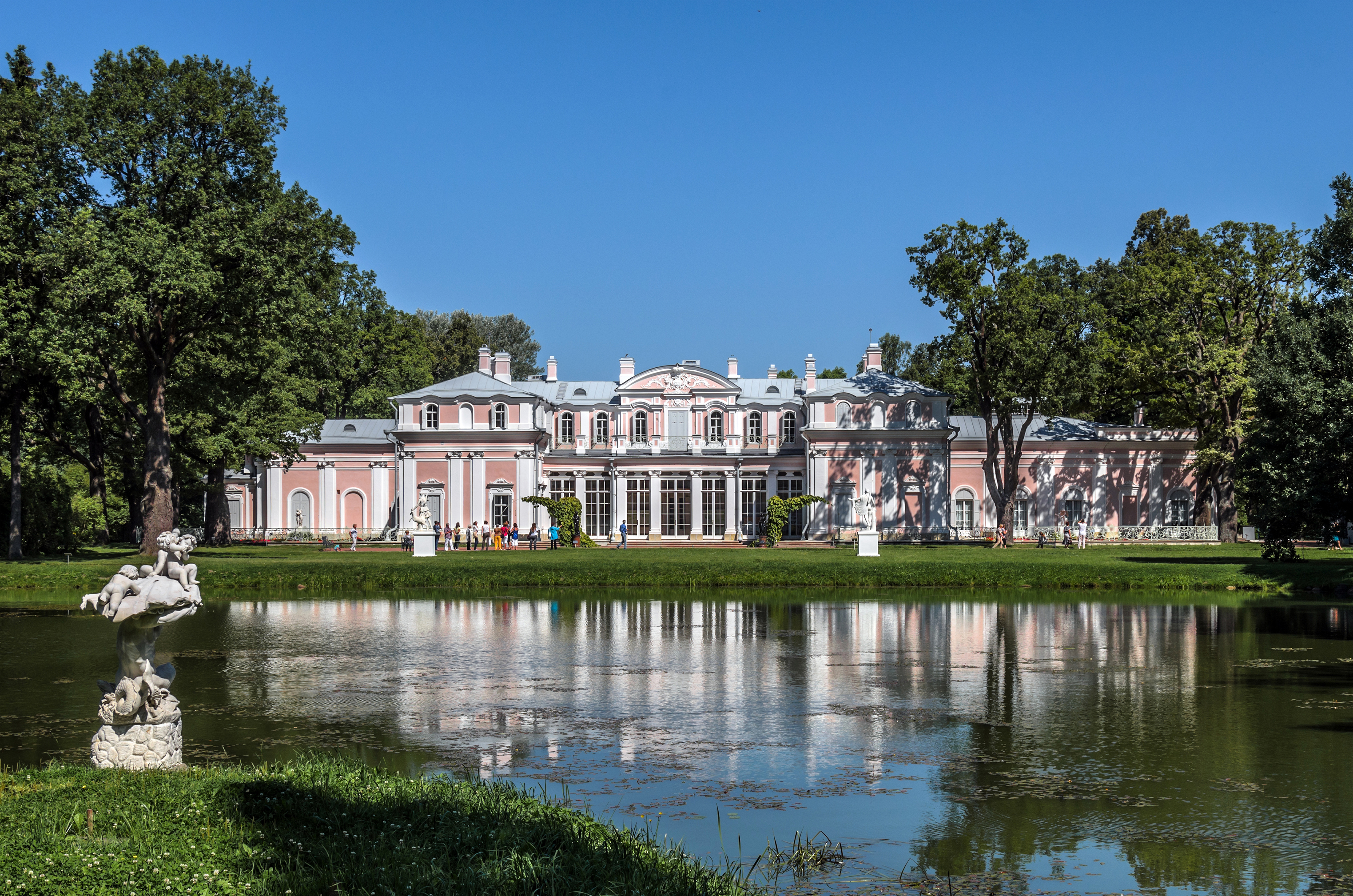
Chinesischer Palast

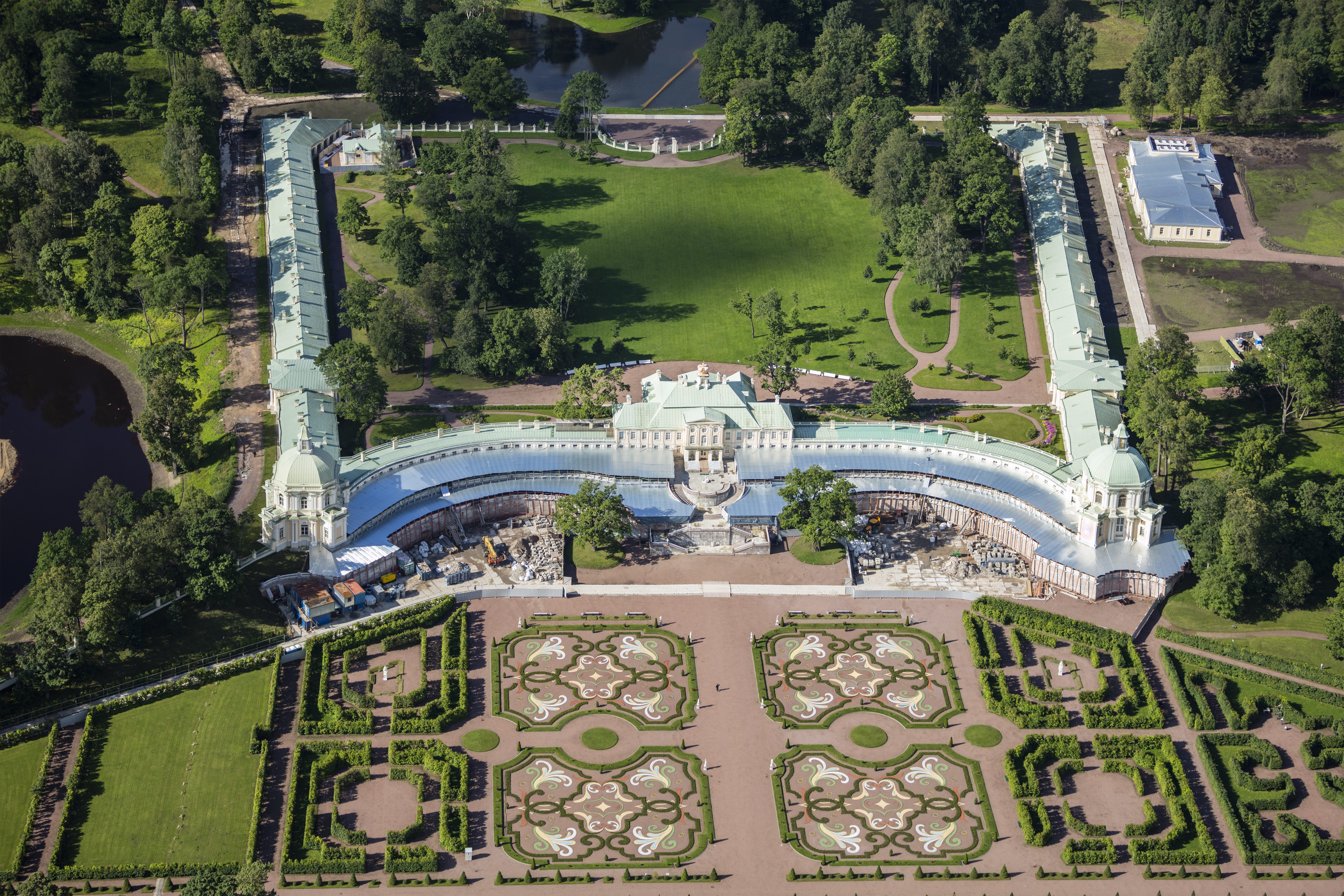
Gärten des Großen Menschikow-Palais (1710–1727)

Die zahlreichen Paläste und Parks von Oranienbaum dienten bis 1917 als Sommerresidenzen der kaiserlichen Familie und des Adels. Auch Kaiserin Katharina II. (die Große), die aus Deutschland stammte, hatte dort eine Sommerresidenz, den Chinesischen Palast. Das Innere und das Äußere sind von ausgesuchter Schönheit. Die Palastgebäude bieten eine sehr seltene Sammlung handwerklicher Kunst des 18. Jahrhunderts, darunter russisches Porzellan und Meißner Porzellan, erlesenes Mobiliar und Emaillearbeiten. Katharina die Große holte zahlreiche Deutsche, unter anderem aus Hessen, als Kolonisten in ihr neues Heimatland. Sie wurden zunächst in Oranienbaum in Kasernen untergebracht und dann auf ganz Russland verteilt. Einige durften im Sankt Petersburger Gebiet bleiben.
Letzte private Eigentümer des gesamten Palastensembles von Oranienbaum waren von 1873, als Großfürstin Katharina Michailowna den Besitz erbte, bis zur Oktoberrevolution 1917 die Herzöge von Mecklenburg-Strelitz.

### Zweiter Weltkrieg und Gegenwart
Oranienbaum konnte im Deutsch-Sowjetischen Krieg zwischen 1941 und 1944 von der Roten Armee gegen die angreifende deutsche Wehrmacht gehalten werden. Am 16. September 1941 wurden die sowjetischen Truppen hier abgeschnitten und verteidigten fortan den Brückenkopf von Oranienbaum, der von dem ebenfalls belagerten Leningrad durch deutsche Truppen getrennt war. Dieser Brückenkopf schützte – zusammen mit der ebenfalls von sowjetischen Truppen gehaltenen Insel Kotlin im Norden – Leningrad vor deutschen Angriffen von der Meeresseite. Die Versorgung war nur über den Finnischen Meerbusen möglich. Die Kunstschätze der Stadt blieben vor der Zerstörung bewahrt. 
1948 erhielt die Stadt ihren heutigen Namen nach dem Universalgelehrten Michail Wassiljewitsch Lomonossow, dessen Villa und Glashütte in der Nähe lagen.
Bis zur Perestroika war Lomonossow als Stützpunkt der Sowjetischen Marine von der Außenwelt abgeschnitten. Rund 500 Kleinbetriebe und einige wenige größere haben sich seither angesiedelt.

### Bevölkerungsentwicklung
| Jahr | Einwohner |
| ---- | --------- |
| 1897 | 5.458     |
| 1939 | 20.650    |
| 1959 | 27.513    |
| 1970 | 39.987    |
| 1979 | 43.272    |
| 1989 | 41.694    |
| 2002 | 37.776    |
| 2010 | 42.505    |

Anmerkung: Volkszählungsdaten

## Städtepartnerschaften

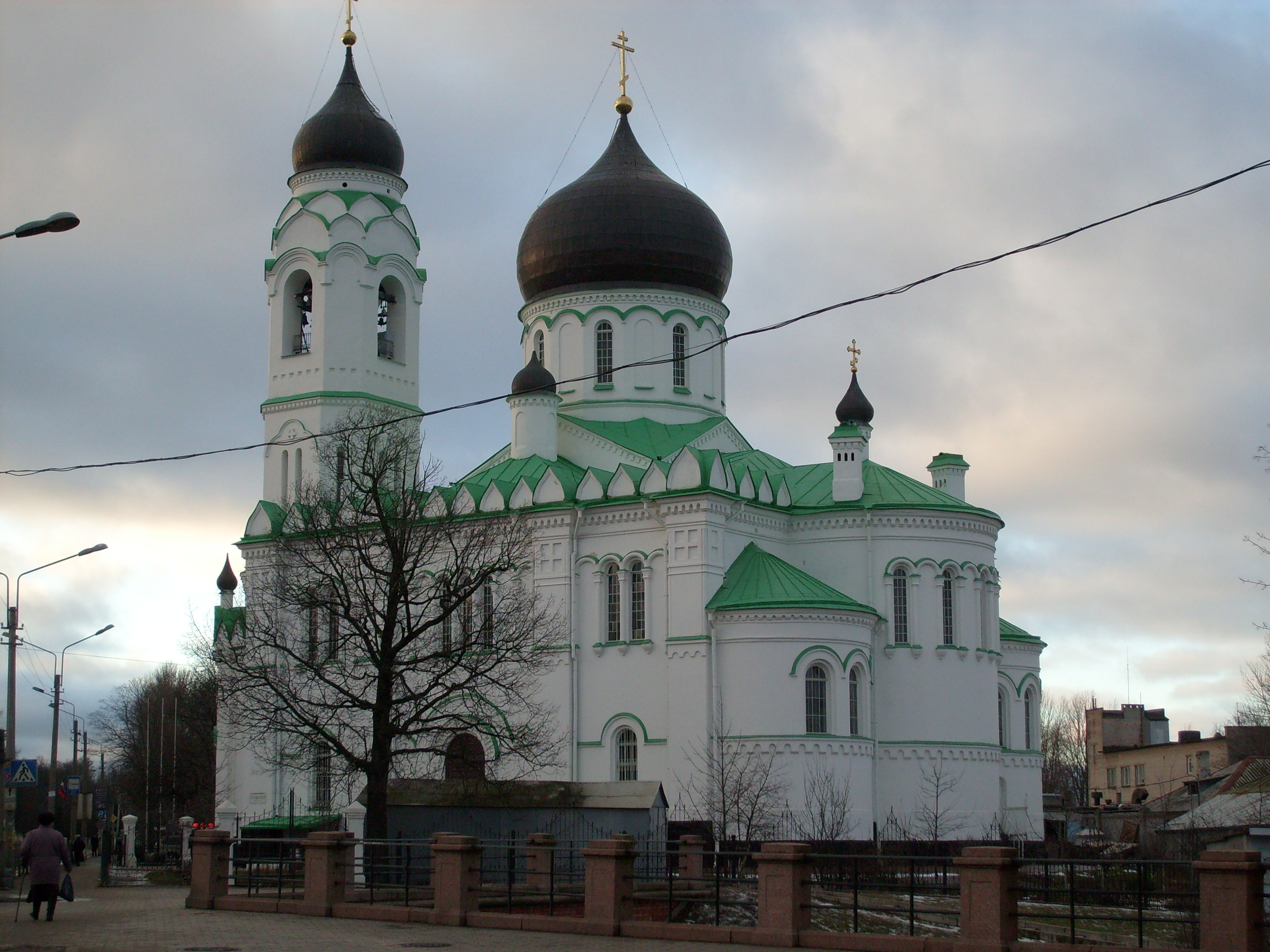
Kirche des Erzengels Michael

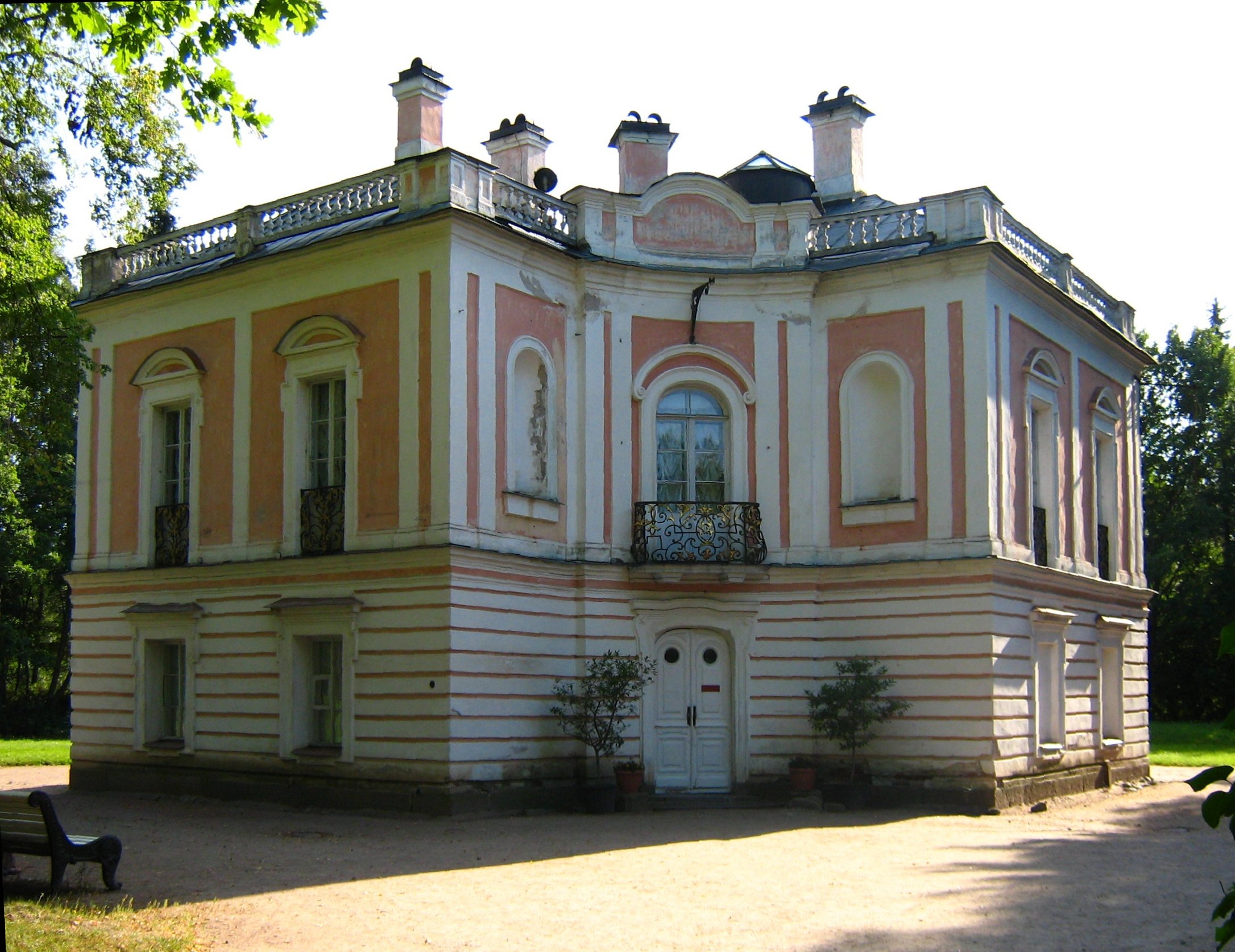
Palast Zar Peters III.

Lomonossow unterhält mehrere offizielle Partnerschaften, unter anderem mit Oberursel (Taunus) in Deutschland, zwei amerikanischen Städten (Framingham im Bundesstaat Massachusetts und Anacortes im Bundesstaat Washington), sowie Mariehamn in Finnland. Die Städtepartnerschaften mit Deutschland und den USA wurden auf private Initiative durch den Verein Kalinka aufgebaut, der sich 1993 offiziell formierte. Die Partnerschaftsarbeit mit den Menschen findet vorwiegend zwischen den Vereinen statt. Das besondere Interesse aber gilt Deutschland. Viele Bürger lernen Deutsch und an den Schulen ist Deutsch nach Englisch die wichtigste Fremdsprache. Zwischen den Partnerstädten Oberursel und Lomonossow finden regelmäßig Bürgerfahrten statt. Es existiert seit 2004 eine im Juni 2005 mit einem Ehrenpreis der Robert-Bosch-Stiftung ausgezeichnete private Praktikumsinitiative, die jungen russischen Studenten einen Praktikumsaufenthalt in Oberursel und Umgebung ermöglicht.

## Verkehr
Nach Sankt Petersburg gibt es direkte Flugverbindungen zum internationalen Teil des Flughafens Pulkowo (Пулково) von mehreren europäischen Flughäfen. Lomonossow selbst kann dann mit der Eisenbahn aus Sankt Petersburg heraus vom Baltischen Bahnhof (Балтийский вокзал) Richtung Oranienbaum (Ораниенбаум) oder mit den Marschrutka-Kleinbussen (маршрутка) 300 und 424-A von der Metro-Station Awtowo (russisch Автово) erreicht werden. Die Fahrzeit beträgt etwa 45–60 Minuten, je nach Tageszeit.

## Persönlichkeiten

### Söhne und Töchter der Stadt
- Awraam Iwanowitsch Melnikow (1784–1854), Architekt des Klassizismus und Hochschullehrer
- Carl Michael zu Mecklenburg (1863–1934), kaiserlich-russischer General
- Nikolai Kotschetow (1864–1925), Komponist
- Igor Strawinsky (1882–1971), russisch-französisch-US-amerikanischer Komponist und Dirigent
- Gregor Rabinovitch (1884–1958), Grafiker und Karikaturist
- Anna Wyrubowa (1884–1964), Hoffräulein und engste Vertraute der Zarin Alexandra Fjodorowna
- Anton Soans (1885–1966), estnischer Architekt
- Ljudmila Jegorowa (1931–2009), Turnerin

### Personen mit Bezug zur Stadt
Berühmte Künstler, Schriftsteller und Komponisten wie Nekrassow, Schischkin und Mussorgski wohnten und arbeiteten hier. Häufige Besucher waren Dumas, Puschkin, Saltykow-Schtschedrin und Turgenew.